# مغز آلبرت اینشتین

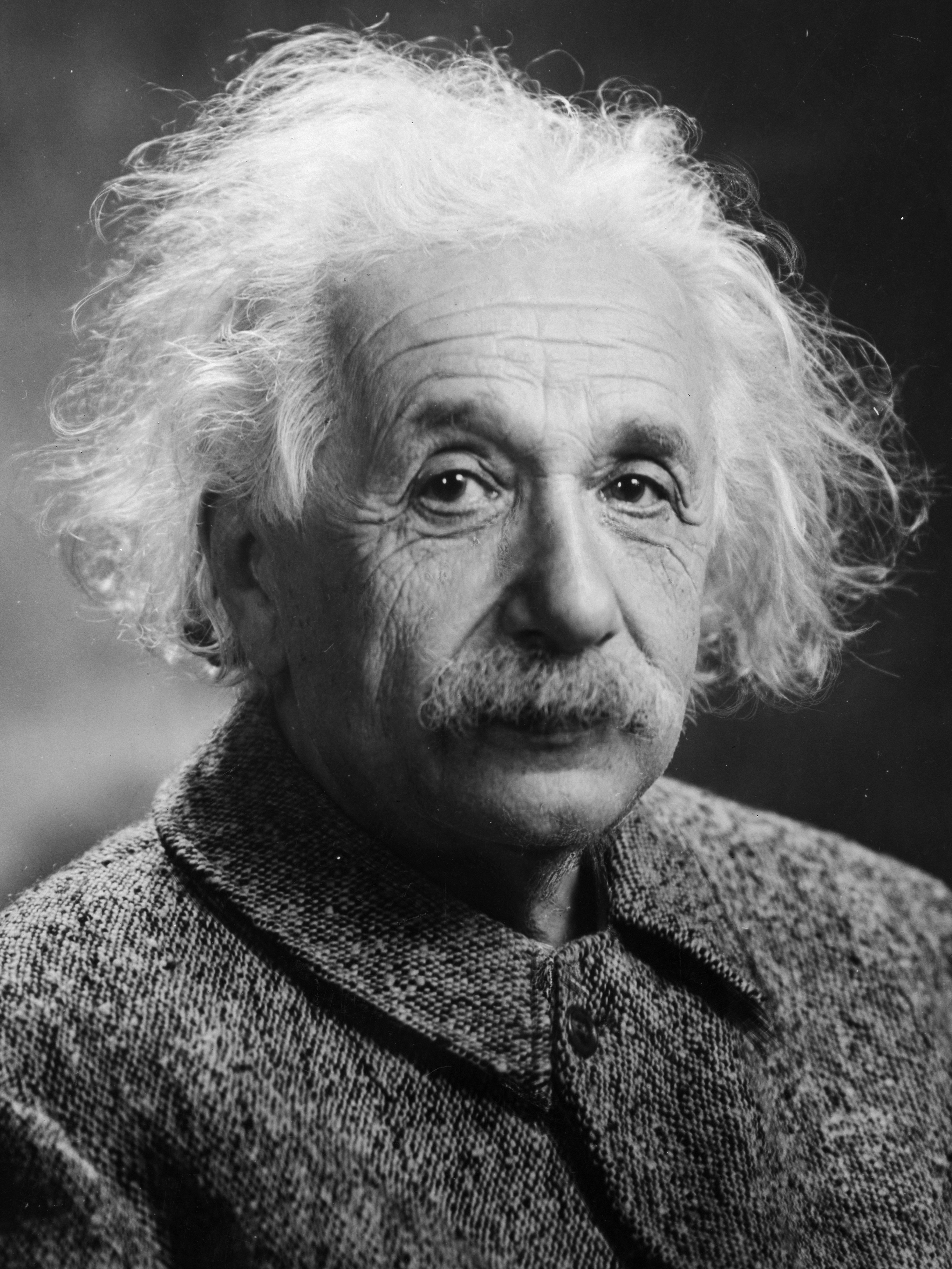
مغز اینشتین پس از مرگش در سال ۱۹۵۵، نگه‌داشته‌شد. اما این مسئله تا سال ۱۹۷۸ مخفی ماند.

مغز فیزیک‌دان آلمانی آلبرت اینشتین موضوع پژوهش و جستجوهای بسیاری بوده‌است. اینشتین به عنوان یکی از بزرگ‌ترین نابغه‌های قرن بیستم به حساب می‌آمد و دلیل جلب توجه به سوی مغز وی، رابطه میان کالبدشناسی اعصاب (به انگلیسی: Neuroanatomy) و هوش عمومی یا هوش ریاضیاتی بود. مغز او طی هفت و نیم ساعت پس از مرگش از سر او خارج گردید. مطالعات انجام گرفته پیشنهاد کرده‌اند که قسمت‌هایی از مغز که مربوط به صحبت کردن و زبان هستند، کوچکتر و قسمت‌های مربوط به پردازش‌های عددی و فضایی (تجسم) بزرگ‌تر هستند. مطالعات دیگری، نشان‌دهندهٔ بیشتر بودن تعداد یاخته‌های گلیال در مغز اینشتین هستند.
مغز او از مغز مردان عادی بزرگ‌تر بوده و ۱۲۳۰گرم است.
سال ۲۰۱۲ نتیجه پژوهش مفصلی بر روی چهارده عکس منتشر نشده از مغز انشتین که از «زوایای غیر متعارف» گرفته شده بودند منتشر شد. همچنین در سال ۲۰۱۳ نتیجه پژوهش دانشمندان دانشگاه چین شرقی در شانگهای و دانشگاه ایالتی فلوریدا در آمریکا در نشریه «مغز» منتشر شد. دانشمندان از بررسی عکس‌های منتشر نشده مغز اینشتین (دو عکس از نیمکره‌های راست و چپ) متوجه یکی دیگر از تفاوت‌های مغز او با سایرین شدند. این تصاویر نشان می‌دهد که بخشی از مغز به نام جسم پینه‌ای (کورپوس کالوزوم) در اینشتین بسیار بزرگتر از افراد عادی بوده‌است.
جسم پینه‌ای بزرگ‌ترین دسته رشته‌های عصبی است که دو نیمکره مغز را بهم وصل می‌کند؛ در واقع مهم‌ترین راهی است که اطلاعات بین دو نیمکره مغز مبادله می‌شوند.

## تفاوتهای مغز اینشتین با دیگران[۲]
- بزرگی قشر مغز در جلوی پیشانی (پری فرونتال) که به مهارتهای شناختی مربوط است
- بزرگی قشر کناری (پریتال) که به تواناییهای ریاضی و تجسم فضایی ارتباط دارد
- تراکم زیاد نورون‌ها (سلولهای عصبی) در لُب پیشانی راست
- تعداد زیاد سلولهای نگهدارنده نورونها (گلیال)
- تفاوت ظاهری شکل مغز در اطراف قشرهای حسی و حرکتی
- بزرگتر بودن جسم پینه‌ای (کورپوس کالوزوم)

## سرنوشت مغز اینشتین
پس از مرگ اینشتین کالبدشکافی او توسط دکتر توماس هاروی انجام شد. او مغز را خارج و به چند قسمت تقسیم کرد، برخی را خود نگه‌داشت و بقیه را برای سایر پژوهشگران برجسته در این زمینه فرستاد. او همچنین چشم‌های اینشتین را خارج کرد و آن‌ها را به هنری آبرامز، چشم‌پزشک اینشتین داد.

### شرح داستان[۲]
تقریباً بلافاصله بعد از فوت اینشتین، توماس هاروی، آسیب‌شناس بیمارستان پرینستون که اینشتین در آنجا درگذشت، برای کالبد شکافی فرا خوانده شد. او در جریان کار مغز اینشتین را از جمجمه خارج کرد ولی در پایان کار آن را به داخل جمجمه بازنگرداند، چون به گفته خودش تصور می‌کرد قرار است روی آن پژوهش‌های علمی انجام شود.
تامس هاروی مغز را برش داد و از آن عکس گرفت. در آن زمان خبرنگاران متوجه شدند که برای این کار مجوز قانونی وجود نداشته، اما هاروی مدعی بود که توانسته هانس آلبرت اینشتین پسر اینشتین را به این کار راضی کند با این انگیزه که نتایج پژوهش‌ها و بررسی‌ها در خدمت پیشرفت علم قرار گیرد؛ هر چند دیگر اعضای خانواده اینشتین این موضوع را انکار کردند.
هاروی حاضر نشد مغز اینشتین را در اختیار بیمارستان پریسنون یا کس دیگری قرار دهد و در نتیجه اخراج شد. چشم‌پزشک اینشتین هم چشم‌های او را از جمجمه جدا کرد و اکنون چشم‌ها مالک خصوصی دارند.
هاروی چون تخصص کافی نداشت به یافته مشخصی در مورد تفاوت مغز اینشتین با دیگران نرسید. او قطعات کوچکی از مغز را در اختیار عصب شناسان معروف قرار داد، اما به مدت چهار دهه ۲۴۰ قطعه مغز انشتین را در محفظه‌های شیشه‌ای در زیرزمین خانه‌اش نگهداری کرد و در کنترل خود نگهداشت تا اینکه برش‌های مغز در سال ۱۹۹۶ در اختیار دکتر الیوت کراوس در آزمایشگاه دانشگاه پرینستون قرار گرفتند و از آن زمان تاکنون برخی تفاوت‌های مغز اینشتین با دیگران شناسایی شده‌است…

## مغز دیگر نوابغ
صد سال قبل از خارج نمودن مغز اینشتین، همین‌کار با مغز ریاضی‌دان بزرگ، کارل فریدریش گاوس انجام شده‌بود. رودولف واگنر مغز او را مطالعه کرد و جرم آن را ۱۴۹۲ گرم و مساحت مغزی‌اش را ۲۱۹۵۸۸ میلی‌متر مربع به‌دست‌آورد. همچنین متوجه پیچیدگی‌های بسیار گسترده در یاخته‌های مغزی او شد.

## مغزهای نگه‌داشته‌شدهٔ دیگر نوابغ
مغز اشخاصی دیگر نظیر ولادیمیر لنین و نیز ادوارد رولاف، فیلولوژیست (و مجرم) مشهور نیز پس از مرگشان نگاه داشته شد. مغز رولاف تا صد سال پس از مرگش در سال ۱۸۷۱، رکورددار دومین مغزِ بزرگ بود.